# 貞順翁主
貞順翁主（韓語：정순옹주，1517年—1581年），姓李，名貞環。朝鮮中宗李懌的庶三女，生母為淑媛李氏。

## 生平
中宗十二年十二月六日誕生，四歲時喪母，十歲受封為貞順翁主，十二歲時下嫁宋之翰之子宋寅，生一子。宣祖十四年八月二十五日病逝，享壽六十五歲。

## 家庭
- 祖父：朝鮮成宗李娎
  - 父：朝鮮中宗李懌
  - 嫡母：端敬王后慎氏
  - 嫡母：章敬王后尹氏
    - 異母兄：朝鮮仁宗李峼

  - 嫡母：文定王后尹氏
    - 異母弟：朝鮮明宗李峘
- 外祖父：李白先
  - 生母：淑媛李氏
    - 同母妹：孝靜翁主李順環（1520年－1544年）
    - 夫：礪城君宋寅
      - 子：宋惟毅
        - 孫：宋圻
          - 曾孫：宋熙業
            - 玄孫女：礪山郡夫人，宣祖庶十二子仁興君李瑛之妻。

        - 孫：宋垓

## 附註
1. ↑  《璿源錄》
2. ↑  〈貞順翁主墓誌銘〉……主以正德丁丑十二月六日生。生四歲而淑媛歿。貞顯大妃與文定王后。憐而撫育之。十歲。受封。十二歲。釐降于宋公寅。授以礪城尉。……
3. ↑  〈貞順翁主墓誌銘〉……萬曆九年八月二十五日。以疾卒。享年六十五。……